# Antoni-Lluc Ferrer i Morro
Antoni-Lluc Ferrer i Morro (* 1942, Palma) je mallorský spisovatel. Studoval filozofii na univerzitě v Barceloně a od roku 1970 je profesorem katalánštiny na univerzitě v Provence.

## Dílo

### Romány
- Dies d'ira a l'illa (1978)
- Adéu, turons, adéu (1982), (Premi Sant Joan de narrativa, 1981)
- Perfum romanial (1991), (Premi Andròmina de narrativa, 1991)
- El bastió de la llibertat (2000)
- La missió del capità (2002)

### Eseje
- Gabriel Alomar i el futurisme (1970)

### Překlady do katalánštiny
- El setge de Barcelona (Història de Jenni) (2004), Voltaire
- Els grans cementiris sota la lluna (1981), Georges Bernanos
- Assaigs (1984), Michel de Montaigne
- Tres històries mediterrànies, Prosper Mérimée
- La glòria del meu pare, Marcel Pagnol